# Ceba
Częstochowskie Zakłady Przemysłu Bawełnianego „Ceba” w Częstochowie – przedsiębiorstwo przemysłowe produkujące przędzę i tkaniny z bawełny z siedzibą w Częstochowie w dzielnicy Ostatni Grosz, działające w latach 1882–1994.
Przed I wojną światową była to największa fabryka w mieście i jedna z największych w Królestwie Kongresowym. W dawnym budynku „Ceby” działa firma „Polontex”.

## Historia
Początek zakładom dała inicjatywa budowy fabryki włókienniczej przez Władysława Kronenberga w 1882 roku. Po sprzedaniu jej austriackiej firmie „Hielle i Dietrich” została uruchomiona w 1885 roku pod nazwą „Błeszno” i produkowała przędzę jutową i worki. W 1900 roku stała się własnością francuskiej spółki akcyjnej Société Textile „La Czenstochovienne” (Towarzystwo Przędzalnicze „Częstochowianka”) z siedzibą w Roubaix. Spółka rozbudowała fabrykę, rozszerzając wydatnie asortyment jej wyrobów. W 1902 roku rozbudowano fabrykę i uruchomiono zakłady bawełniane. W 1928 roku wstrzymano na pewien czas produkcję z powodu braku zbytu. W okresie okupacji niemieckiej (1939-1945) znajdowała się pod zarządem powierniczym. Po usunięciu zniszczeń wojennych przedsiębiorstwo przeszło pod zarząd państwowy, a po upaństwowieniu przyjęło kolejną nazwę: Zakłady Przemysłu Bawełnianego w Częstochowie. W końcu lat 40. XX wieku zakłady miały swe oddziały w Kamienicy Polskiej i Zawierciu. W okresie modernizacji zlikwidowano tkalnię jutową, a zakłady przemianowano na Częstochowskie Zakłady Przemysłu Bawełnianego w Częstochowie, którym w 1957 roku nadano imię Zygmunta Modzelewskiego. W latach 1966–1967 sprowadzono do „Ceby” maszyny zakupione w ZSRR. Cz.Z.P.B. „Ceba” produkowały przędzę bawełnianą oraz tkaniny bawełniane: surowe i gotowe. W latach 1991–1994 zostały zlikwidowane.
W XXI wieku w murach fabryki działa firma włókiennicza Polontex S.A. z Poraja, producent firan i obrusów.

## Klub sportowy Częstochowianka
Przy fabryce powstała drużyna piłkarska, która od 1906 r. rozgrywała regularne spotkania. W 1909 roku zawiązał się pierwszy częstochowski klub piłkarski pod nazwą Towarzystwo Footballowe Częstochowianka. W latach 1910–1911 do klubu trafili byli zawodowi zawodnicy angielskich klubów Notthingham Forest i Manchesteru City. Bramkarz Manchesteru City Frank Smalay został trenerem zespołu. W 1911 r. drużyna wygrała z zespołem złożonym z pracowników fabryki Peltzer et Fils. Tego samego roku zespół przegrał 3ː1 w Radomsku z drużyną piotrkowskiej Manufaktury. Kilka tygodni później wygrał w Piotrkowie 5ː1 z Hutą Szkła Hortensja. W 1914 roku piłkarze Częstochowianki zdobyli mistrzostwo Częstochowy, po czym 7 lipca 1914 r. przegrali 2ː0 z Towarzystwem Sportowym Union z Sosnowca. 30 maja 1915 r. drużyna zwyciężyła 3ː1 z zespołem Korona złożonym z uczniów byłego rosyjskiego rządowego Gimnazjum w Częstochowie.
W 1936 r. pracownicy fabryki założyli koło sportowe składające się z sekcji kolarskiej, piłki nożnej, bokserskiej i lekkoatletycznej. W 1937 r. klub włączył do siebie K. S. „Dąbianka” oraz jej piłkarzy co pozwoliło w latach 1937–1939 walczyć w klasie C, B oraz o wejście do klasy A. W 1959 roku juniorki sekcji żeńskiej piłki siatkowej „Częstochowianki” zdobyły tytuł Mistrzyń Śląska oraz wywalczyły srebrny medal Mistrzostw Polski. W latach 60. XX w. drużyna siatkarska kobiet występowała w I lidze.

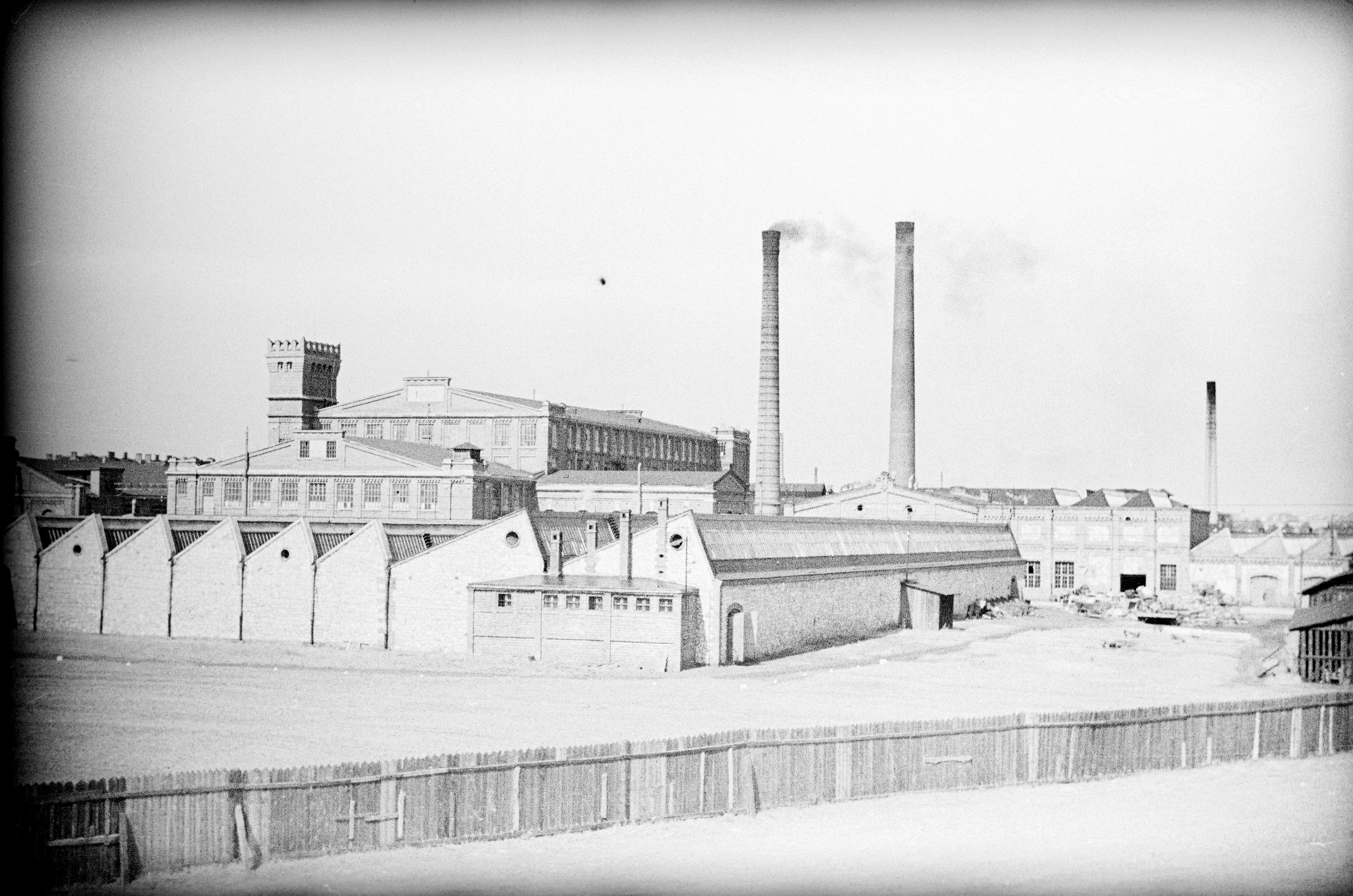
Fabryka w 1936 roku